# Robert Mouynet
Robert Mouynet (ur. 25 marca 1930 w Tulonie) – francuski piłkarz grający na pozycji prawego obrońcy.

## Kariera klubowa
Karierę piłkarską Mouynet rozpoczął w klubie Toulouse FC. W sezonie 1949/1950 zadebiutował w nim w pierwszej lidze francuskiej. W 1951 roku spadł z nim do drugiej ligi, a w 1953 roku wywalczył awans do pierwszej, jednak wówczas odszedł do innego drugoligowca, AS Cannes. W Cannes grał przez dwa lata.
W 1955 roku Mouynet zmienił klub i przeszedł do Olympique Lyon. W Olympique występował w latach 1955–1959. W 1959 roku wrócił do Toulouse FC. Grał w nim do końca swojej kariery, czyli do 1963 roku.
| Sezon   | Klub           | Kraj    | Rozgrywki  | Mecze | Bramki |
| ------- | -------------- | ------- | ---------- | ----- | ------ |
| 1949/50 | Toulouse FC    | Francja | Division 1 | 14    | 1      |
| 1950/51 | Toulouse FC    | Francja | Division 1 | 16    | 0      |
| 1951/52 | Toulouse FC    | Francja | Division 2 | ?     | ?      |
| 1952/53 | Toulouse FC    | Francja | Division 2 | ?     | ?      |
| 1953/54 | AS Cannes      | Francja | Division 2 | ?     | ?      |
| 1954/55 | AS Cannes      | Francja | Division 2 | ?     | ?      |
| 1955/56 | Olympique Lyon | Francja | Division 1 | 32    | 0      |
| 1956/57 | Olympique Lyon | Francja | Division 1 | 31    | 2      |
| 1957/58 | Olympique Lyon | Francja | Division 1 | 32    | 2      |
| 1958/59 | Olympique Lyon | Francja | Division 1 | 34    | 1      |
| 1959/60 | Toulouse FC    | Francja | Division 1 | 33    | 1      |
| 1960/61 | Toulouse FC    | Francja | Division 1 | 36    | 0      |
| 1961/62 | Toulouse FC    | Francja | Division 1 | 21    | 0      |
| 1962/63 | Toulouse FC    | Francja | Division 1 | 23    | 0      |

## Kariera reprezentacyjna
W 1958 roku Mouynet został powołany do kadry Francji na mistrzostwa świata w Szwecji. Na tym turnieju zajął z Francją 3. miejsce. Był jednak rezerwowym zawodnikiem i nie rozegrał żadnego spotkania. Ostatecznie nie zdołał zaliczyć debiutu w kadrze narodowej.